# 34-та окрема бригада берегової оборони (Україна)
34-та окрема бригада берегової оборони — військове з'єднання Морської піхоти України.
У 2018 році була створена 124-та окрема бригада територіальної оборони як кадроване з'єднання. Після російського вторгнення 2022 року відмобілізована, підрозділи бригади вели бої у Херсонській області: за місто Херсон, Антонівський міст. У 2023—2024 роках вела бої за Кринки.

## Історія
3—12 вересня 2018 року у Херсонській області проводився навчальний збір 124-ї бригади територіальної оборони, в якому брали участь понад 3 тисячі військовозобов'язаних. Відбувалося це на території Білозерського, Олешківського, Генічеського, Іванівського та Скадовського районів. Батальйони бригади розміщувались у пансіонатах і таборах відпочинку. Військовослужбовці впродовж навчальних зборів були залучені до патрулювання блокпостів, населених пунктів разом із військовослужбовцями Національної Гвардії України, а також охороняли стратегічні об'єкти і адміністративні будівлі тощо.
5 грудня 2018 року, після оголошення воєнного стану через інцидент у Керченській протоці, у різних населених пунктах Херсонської області почалися десятиденні тактичні навчання підрозділів 124-ї окремої бригади тероборони.
У квітні 2021 року пройшли позапланові збори 124 ОБрТрО, до яких були залучені військовозобов'язані та резервісти, які уклали контракт на проходження служби у військовому резерві у цих підрозділах.
У січні 2022 року відповідно до Закону України Про основи національного спротиву в рамках реорганізації Сил територіальної оборони ЗСУ у Білозерці неподалік Херсона було створено військову частину А7360, за якою закріпили 124 ОБрТрО. Командиром білозерського батальйону був майор Дмитро Кузьменко.

### Російське вторгнення в Україну (2022)
Перед вторгненням бригада складалася з 6 батальйонів по 20—40 осіб у кожному.
Близько 5-ї ранку 24 лютого командир 124-ї бригади територіальної оборони Дмитро Іщенко отримав сповіщення телефоном про початок широкомасштабного вторгнення. О 14:00 дня бригада отримала наказ на доукомлектування, у той час командування бригади переїхало до бази у покинутій школі у селищі Наддніпрянське (8 км від об'їзної Херсона). За цей день від полудня до пізньої ночі тероборона у Наддніпрянському мобілізувала добровольців, до лав херсонського батальйону стали близько 500 бійців. Головною проблемою була відсутність кімнати для зберігання зброї у покинутій школі: уся зброя на батальйон та бригаду зберігалася за 7 кілометрів від Наддніпрянського — на складах між селищами Антонівка та Садове.
Тим часом, російські окупаційні війська перетнули кордон України з Криму через КПП «Чонгар» та «Армянськ»/«Перекоп» та вже об 11:28 захопили Каховську гідроелектростанцію. Частина 59-ї окремої мотопіхотної бригади імені Якова Гандзюка, яка в лютому 2022 проходила навчання на полігоні біля національного парку Олешківські піски, опинилася в оточенні росіян.

Херсонці отримали наказ на відхід, коли вийшла остання машина з колони техніки 59-ї бригади, а за нею — машини цивільних. Командир роти танкового батальйону 59-ї бригади старший лейтенант Євген Пальченко розповідає про перетин Антонівського мосту:
«Буквально дві години техніка просто йшла і йшла… Ціла купа поранених була, КАМАЗи, люди зверху, знизу їхали. Багато було вбитих. Просто вивозили людей. Цивільні теж були у цій колоні».
Після того, як ЗСУ переправилися на правий берег Дніпра, група Пальченка залишилась тримати Антонівський міст. Бій ішов близько години, і під шквальним вогнем танкісти змушені були відступити ближче до села Молодіжне, зазнаючи тяжких втрат. За словами Пальченка, від батальйону залишилася одна рота. Невдовзі вони отримали наказ повернутися до Антонівського мосту, бо туди підтягнулися десантники з 80-ї бригади, які тіснили російські сили.
Близько 4-ї ранку 25 лютого групу тероборонівців відправили на двох автобусах на Дар'ївський міст, щоб не допустити висадки десанту. Це переправа через річку Інгулець на шляху з Нової Каховки на Херсон, що йде вздовж правого берега Дніпра. Згодом зі сторони Нової Каховки з'явилася російська колона.
Невдовзі тероборонівці отримали інформацію, що росіяни пройшли Антонівський міст. Щоб не опинитись в оточенні без особливих засобів спротиву, командир херсонського батальйону Ігор Ліхнов, який також перебував на Дар'ївському мосту, ухвалив рішення відходити.
До опівдня 25 лютого Антонівським мостом уже переправлялися російські десантники й важка техніка. На правому березі вони одразу вступили в бій із танковою групою Пальченка з 59-ї бригади та іншими підрозділами, кинутими на захист мосту. Але сили були нерівними. Авіація закидала їх бомбами, а невдовзі російська артилерія почала обстрілювати всю територію. У Пальченка та інших танкістів закінчуються снаряди.
Йому наказують відходити до Миколаєва. Але коли вони вже під'їжджали до міста, його групу розвертають назад і дають вказівки повертатися до Антонівського мосту. На той час туди підтягнулася українська артилерія, яка відкрила вогонь по скупченню техніки на лівому березі.
26 лютого українські війська відступають до Чорнобаївки, звідти — на Миколаїв. У місті Херсон залишилися тільки тероборонівці зі 124-ї бригади. У школі-інтернаті на вулиці Кулика був організований штаб. В інтернаті якийсь час також перебували десантники з 80-ї бригади, які відійшли в місто після боїв на Антонівському мосту. 28 лютого їхня група з десяти бійців вирішила пробиватися до своїх у Миколаїв, але вся група загинула в дорозі.
28 лютого російські окупаційні війська займають селище Куйбишево (Зимовник), таким чином оточивши місто.
У ці дні тероборонівець на позивний Змій із роти контрдиверсійної боротьби їздив околицями міста та спостерігав за пересуваннями росіян: після обіду 28 лютого розвідгрупи окупантів почали потроху заходити в Херсон. Комбриг Іщенко про пересування росіян дізнавався від мобільних спостережних груп. Він розподілив підрозділи херсонського та білозерського батальйонів на п'ять в'їздів до міста. 1 березня о 7:30 білозерський комбат Кузьменко отримав завдання від комбрига висунутися на дві локації, щоб перекрити в'їзди в Херсон. Перша рота з начальником штабу Сергієм Боднарем виїхала в район ліцею на Білозерській площі, друга рота разом із комбатом — в район Бузкового парку. У кожній роті було приблизно по 40 осіб. Із собою бійці взяли автомати, три ящики «коктейлів Молотова», гранати та чотири «мухи» (ручний протитанковий гранатомет). Херсонський комбат Ліхнов повів групу в район «Салюту», на «Фабрику» відправив групу на чолі з ротним Лиманом, на в'їзд з Чорнобаївки — групу Ясинського. Усі групи тероборони, окрім тієї, що стала в районі «Салюту», вступили в бій з росіянами.
Увечері 28 лютого у соцмережах розповсюдився заклик зібратися на в'їзді до міста з боку Білозерки, щоб не дати окупантам зайти в Херсон. Серед 30—40 осіб, що прийшли, лише двоє поліцейських були з автоматами. Місцеві жителі завалили дерева, щоб перекрити проїзд російським «Тиграм», які потім планували закидати запальними сумішами. До першої ночі всі позамерзали. Поліцейські сказали людям роз'їжджатися. А вже зранку 1 березня приблизно о 10-й годині у цей район висунулася рота білозерського батальйону Сил тероборони. Одна група тероборонівців зайшла на територію ліцею, інша — вийшла до кільця на Білозерській площі. У другій групі був Костянтин Козак. На підході до кільця Козак побачив чоловіка. Це був його колишній командир Віктор Євдокімов. Він повідомив тероборонівцю, що в напрямку кільця вже йдуть росіяни — до 40 осіб та «Тигр». Козак із побратимами зайняли місце за бетонним блоком рекламного білборда. Коли побачили росіян — відкрили вогонь з автоматів. Два російських солдати загинули, один отримав поранення. Останній почав сильно кричати. Щоб його забрати, росіяни почали кидати димові гранати. Серед бійців першої групи, які зайшли на територію ліцею, був молодший сержант Сергій Волощенко. Він розповідає, що там тероборонівці потрапили під вогонь снайпера. Загалом, за даними херсонської поліції, в бою в районі ліцею загинуло 7 бійців тероборони.

### Бій у Бузковому парку
У район Бузкового парку прибула рота білозерського батальйону на чолі з комбатом Кузьменком. 43 тероборонців зустріли регулярні російські війська — з важкою технікою, снайперами й кулеметами. Українці були лише з автоматами Калашникова, коктейлями Молотова і двома гранатометами «Муха». Дехто навіть не мав військової форми. Як розповідав учасник того бою Станіслав Вазанов, активна перестрілка тривала не більш як 20 хвилин — надто нерівні сили зійшлися.
На місці підрозділ розділився на дві групи — по різні боки вулиці Нафтовиків. При цьому з одного боку одна частина зайшла в Бузковий парк, інша — зайняла позиції за кам'яним парканом позаду парку.
Росіяни одразу виявили тероборонівців. Скоріше за все, ворожі снайпери заздалегідь зайняли позиції на даху торгового центру «Епіцентр» і бачили пересування українців.
На початку бою снайпери вбили кількох тероборонівців. Згодом по українцях відкрили вогонь з крупнокаліберного кулемету, а одна БМП заїхала просто в парк, де за деревами ховалися тероборонівці. Це все з іншої сторони дороги добре бачив боєць Олександр Козак.
У нього було два РПГ-22. Він пройшов трохи вперед — в тил БМП. Прямо перед ним був задній відсік бронемашини. Тоді Козак зробив постріл з РПГ. На якийсь час БМП вийшла з ладу. Росіяни одразу відкрили вогонь у його бік.
Прокуратурі вдалося провести судово-медичні експертизи тіл 24 загиблих у Бузковому парку. Остаточну кількість загиблих тероборонців слідство ще має встановити.

### Бій поблизу «Фабрики»
У район ТРЦ «Фабрика» херсонські тероборонівці прибули за кілька годин до заходу в місто російської колони. Це дало змогу підготуватися. Допоміг один із працівників розташованого поблизу «Епіцентру». Він надав бетонні блоки, якими перекрили дорогу. Також встигли викопати невеликі окопи. На весь підрозділ був лише один гранатомет. Але вже цього виявилося достатньо, щоб росіяни ще довго вирішували, чи висуватися на оборонців міста.
Спочатку російські армійці пішли на БТРах з піхотою. Тероборонівці відкрили вогонь, кілька росіян упали. А вже за пів години вийшли два-три танки. Вони почали гатити по херсонцях, але майже всі постріли були перельотами. Далі підключилися ворожі міномети. Під час цього бою росіяни влучили в ТРЦ «Фабрика», будівля зайнялася. Майже увесь торговельний центр вигорів. Якоїсь миті херсонці зрозуміли, що піхота росіян обійшла їх паралельною дорогою зі сторони залізниці та почала заходити в тил зі сторони «Епіцентру». На той час у тероборонівців майже закінчився боєкомплект, тож вони вирішили відходити.
Коли бій у Бузковому парку закінчився, частина тероборонців змогла вибратися на територію сусіднього нафтозаводу.
Майор Дмитро Кузьменко протягом окупації Херсона кілька разів фігурував у російських новинах: 2 липня з'явилося повідомлення, що він прийшов отримувати російський паспорт для себе та родини, 5 липня росіяни опублікували новину, буцімто Кузьменко хоче доєднатися до лав російської армії. У пресслужбі СБУ повідомили, що стосовно Дмитра Кузьменка наразі триває досудове розслідування за ч. 2 ст. 111 ККУ (державна зрада), але не уточнили, за яким саме епізодом.[джерело?]
Виданню «Суспільне» вдалося сконтактувати з Дмитром Кузьменком. Він підтвердив, що наразі проходить перевірку СБУ, як і те, що був разом зі своїм підрозділом у Бузковому парку, що їм вдалося відступити з частиною людей на нафтозавод, і що йому довелося лишитися в Херсоні. За його словами, відео на сайті російських пропагандистів з'явилося після того, як його родині почало погрожувати російське ФСБ.
— Я ніколи колаборантом не був і паспорт російський ніколи не отримував, — говорить Дмитро Кузьменко. — Нормальні люди, якщо дивилися ті відео, бачили, що там отримання паспорту не було, тому що військовослужбовцям, тим паче командирам військових частин, ніхто ніколи російський паспорт не дасть. Я не виїжджав з Херсонщини з дня окупації, допомагав друзям і родині. Я залишався там до кінця. Зараз починають шукати крайніх в тому, що трапилося у Бузковому парку. Я сам лежав там разом з хлопцями. Ніхто з них не піднявся і не побіг з криком, що їм страшно. Як ви думаєте, хто віддавав накази, якщо я сам в тому парку з ними був? Ніхто не очікував того, що там насправді було. Нам дали одні дані, а ситуація була зовсім іншою. Ми стояли там до останнього, за наш Херсон.
Те, що командири підрозділів мали накази від комбрига підполковника Дмитра Іщенка, розповідав в інтерв'ю УП й Станіслав Вазанов:
«Наш командир підрозділу неодноразово просив комбрига Дмитра Іщенка вивести людей: або прийняти бій, або займати якісь позиції. Місто взагалі не було підготовлене до спротиву. Ми за 4 дні могли самі якісь позиції облаштувати, якісь їжаки поставити. Влада міста взагалі нічого не робила в цьому плані. Вранці 1 березня, за словами нашого командира підрозділу, надійшов наказ комбрига виїхати на позицію. Висунулися ми приблизно о 10-й ранку. Наш автобус віз десь 43 людини в район Бузкового парку. Інший автобус, здається, поїхав на Шуменський мікрорайон на кільце».
23 серпня 2023 року 124 окрема бригада територіальної оборони Сил територіальної оборони Збройних Сил України указом Президента України Володимира Зеленського відзначена почесною відзнакою «За мужність та відвагу».

### Бої за острови
Під час боїв на островах херсонські тероборонівці почали називати себе «річпіхами». «Річкові піхотинці» — це екіпажі легких човнів, що виконують завдання на воді. На островах тероборонівці виконували завдання поруч з іншими підрозділами сил оборони, зокрема зі спецпризначенцями.

У період 2023—2024 років бригада брала участь у боях за Кринки на лівобережжі Херсонщини.
1 лютого 2025 року бригаду реорганізовано в 34 окрему бригаду берегової оборони 30-го Корпусу морської піхоти Військово-Морських Сил Збройних Сил України. Назва бригади та її символіка були змінені відповідно до нової структури та призначення підрозділу.

## Емблема
На нарукавній емблемі 124-ї бригади ТрО було зображено проєкт гербу Херсонщини часів УНР: срібний хрест у супроводі трьох золотих корон у блакитному полі.

Емблема 124-ї бригади ТрО

## Структура

### 2022
Станом на січень 2022 року, бригада утримувалася у скороченому складі, військовослужбовців кадру до 50 осіб — у батальйонах, а в управлінні бригади від 85 до 120 осіб.
- управління 124 ОБрТрО (Херсон)
- 192-й окремий батальйон територіальної оборони (Херсон)
- 193-й окремий батальйон територіальної оборони (Берислав)
- 195-й окремий батальйон територіальної оборони (Скадовськ)[22]
- 196-й окремий батальйон територіальної оборони (Нова Каховка)
- 197-й окремий батальон територіальної оборони(Генічеськ)
- рота матеріально-технічного забезпечення
- вузол зв'язку
- зенітний взвод

### 2025
- 2-й батальйон берегової оборони[23]
- 3-й батальйон берегової оборони[24]
- медична рота[25]

## Командування
- 2018: підполковник Іщенко Дмитро Миколайович[26]
- 2025: підполковник Пулінець Дмитро Леонідович[27]

## Втрати

### 2023
- 3 травня 2023 — Спільчак Руслан Вікторович, 14.06.1987, м. Роздільна. Старший солдат, начальник електростанції відділення технічного обслуговування автомобілів. Загинув під час бою біля населеного пункту Чорнобаївка Херсонської області[28].
- 28 вересня 2023 — Юров Олександр Олександрович (позивний «Музикант»), 06.09.1988, с. Горностаївка. Молодший лейтинант, загинув під час виконання бойового завдання на лівому березі Херсонської області[29].

### 2024
- 8 січня 2024 — Яковенко Анатолій Анатолійович, солдат, стрілець-помічник гранатометника, 196-й батальйон. 3.11.1971, с. Вовчок. Загинув на острові Великий Потьомкін, Херсонської області.[30]
- 4 серпня 2024 — Пантак Сергій.[31]
- 19 серпня 2024 — Качмарик Олександр. 22.04.2000, м. Львів.[32]
- 10 вересня 2024 — Навоєнко Роман. 18.07.1991.[33]

### 2025
- 20 липня 2025 — Василь Хміль (1976 року народження), старший сержант. Загинув під час евакуаційно-ротаційних заходів на річці Дніпрі в районі Національного природного парку «Нижньодніпровський» Херсонської області[34].